# Пластичная смазка
Пластичные смазки, консистентные смазки (от лат. consisto — густею) — высоковязкие смазки, полученные путём загущения минеральных и синтетических масел различными веществами: мылами, твёрдыми углеводородами, органическими пигментами и др.

## Свойства и назначение
Важнейшими свойствами консистентных смазок являются стабильность, влагостойкость, прилипаемость к трущейся поверхности, высокая температура каплепадения. Таким образом, пластичные смазки способны достаточно долго удерживаться на поверхности элементов, предотвращать коррозию металла, не вытекать и не выдавливаться из узлов трения, даже если они не герметизированы.
Консистентные смазки применяются в узлах трения, когда непрерывная подача жидкой смазки невозможна, а также для консервации металлических поверхностей.
Чаще всего используются в:
- подшипниках и ступицах,
- канатах и их сердечниках,
- амортизаторах и сальниках,
- винтовых и цепных передачах,
- редукторах.

### Классификация
По составу загустителя консистентные смазки подразделяются на:
- Мыльные — загущенные солями высших карбоновых кислот — солидолы, консталины, литиевые смазки.
- Органические — термостабильные органические компоненты (каучуки, тефлоны).
- Неорганические — высокодисперсные термостабильные соединения.
- Углеводородные — тугоплавкие углеводороды (парафин, синтетический воск) — технический вазелин[2].

По области применения (ГОСТ 23258-78):
- Антифрикционные — для снижения износа и трения сопряженных деталей, например подшипников качения и ШРУСов.
- Консервационные — для предотвращения коррозии металлических изделий и механизмов при хранении, транспортировании и эксплуатации.
- Уплотнительные — для герметизации зазоров, облегчение сборки и разборки арматуры, сальниковых устройств, резьбовых, разъемных и подвижных соединений, в том числе и вакуумных систем.
- Канатные — предотвращение износа и коррозии стальных канатов..